# Lac de la Mouille
Le lac de la Mouille ou la Mouille est un lac de France qui se trouve en Haute-Savoie, sur la commune de Châtel, dans le Chablais français.

## Géographie
C'est un petit lac de montagne situé à 1 575 mètres d'altitude, à proximité de Super-Châtel et de la frontière suisse. Cette dernière devrait se trouver à environ 600 mètres à l'est du lac, au niveau du petit col entre le Morclan et le Bec du Corbeau, derrière le lac de Conche. Cependant, dans ce secteur, la limite administrative ne suit pas la ligne de crête mais déborde sur le bassin versant de la Dranse d'Abondance, s'approchant à environ 80 mètres du lac de la Mouille.